# Strada Statale 217 Via dei Laghi
Die Via dei Laghi ist eine italienische Staatsstraße mit der Bezeichnung Strada statale 217 Via dei Laghi, die als Panoramastraße durch die Seenlandschaft der Albaner Berge südlich von Rom führt. Sie zweigt hinter dem Flughafen Rom-Ciampino von der Via Appia Nuova ab und führt am Albaner See und Nemi-See vorbei nach Velletri, wo sie wieder auf die Via Appia stößt.